# Liste des évêques de Memphis
La liste des évêques de Memphis recense les noms des évêques qui se sont succédé sur le siège épiscopal de Memphis, dans le Tennessee, aux États-Unis depuis la création du diocèse de Memphis (Dioecesis Memphitana in Tennesia) le 20 juin 1970, par détachement de celui de Nashville.

## Sont évêques
- 12 novembre 1970-27 juillet 1982 : Carroll Dozier (Carroll Thomas Dozier)
- 17 novembre 1982-3 juin 1986 : James Stafford (James Francis Stafford)
- 20 janvier 1987-14 juillet 1992 : Daniel Buechlein (Daniel Mark Buechlein)
- 24 mars 1993-23 août 2016 : J. Terry Steib (en) (James Terry Steib)
- 23 août 2016 - 24 octobre 2018: Martin Holley (Martin David Holley), démis de ses fonctions par le pape,
  - 24 octobre 2018-5 mars 2019: Joseph Edward Kurtz (en), archevêque de Louisville, administrateur apostolique
- depuis le 5 mars 2019: David Talley (David Prescott Talley), précédemment évêque d'Alexandria (en)

## Sources
- (en) Fiche du diocèse sur le site catholic-hierarchy.org